# Chrysotus mexicanus
Chrysotus mexicanus är en tvåvingeart som beskrevs av Robinson 1967. Chrysotus mexicanus ingår i släktet Chrysotus och familjen styltflugor. Inga underarter finns listade i Catalogue of Life.